# Rzeki na Węgrzech
Obecnie wszystkie rzeki na Węgrzech należą do zlewiska Morza Czarnego. Niegdyś na terenie Węgier istniał również duży obszar bezodpływowy (o powierzchni ponad 5 tys. km²), którego wody trafiały do wówczas endoreicznego jeziora Balaton, jednak w wyniku uregulowania górnego biegu rzeki Sió w październiku 1863 roku, stał się on częścią dorzecza Dunaju .
Całe terytorium Węgier znajduje się w dorzeczu Dunaju. Mimo że jest on jedyną rzeką główną przepływającą przez ten kraj, sieć rzeczna Węgier, składająca się z drugiej pod względem długości rzeki Europy oraz jej dopływów, jest stosunkowo gęsta i dobrze rozwinięta.

Sieć rzeczna w Kotlinie Panońskiej

## Najdłuższe rzeki Węgier
Poniższa tabela przedstawia 10 najdłuższych rzek płynących przez teren Węgier.
| Lp. | Rzeka              | Długość w granicach Węgier (km) | Długość (km) | Komitaty | Recypient       |
| --- | ------------------ | ------------------------------- | ------------ | --- | --------------- |
| 1.  | Cisa (Tisza)       | 597                             | 966          | Szabolcs-Szatmár-Bereg, Borsod-Abaúj-Zemplén, Hajdú-Bihar, · Jász-Nagykun-Szolnok, Heves, Bács-Kiskun, Csongrád-Csanád | Dunaj           |
| 2.  | Dunaj (Duna)       | 417                             | 2857         | Győr-Moson-Sopron, Komárom-Esztergom, Pest, Budapeszt, · Fejér, Bács-Kiskun, Tolna, Baranya                            | Morze Czarne    |
| 3.  | Raba (Rába)        | 188                             | 311          | Vas, Győr-Moson-Sopron, Veszprém                                                                                       | Dunaj           |
| 4.  | Zagyva             | 179                             | 179          | Nógrád, Heves, Jász-Nagykun-Szolnok, Pest                                                                              | Cisa            |
| 5.  | Hortobágy-Berettyó | 167                             | 167          | Szabolcs-Szatmár-Bereg, Hajdú-Bihar, Jász-Nagykun-Szolnok, Békés                                                       | Keresz          |
| 6.  | Ipola (Ipoly)      | 143                             | 212          | Nógrád, Pest | Dunaj           |
| 7.  | Drawa (Dráva)      | 133                             | 749          | Somogy, Baranya | Dunaj           |
| 8.  | Keresz (Körös)     | 129                             | 129          | Békés, Jász-Nagykun-Szolnok, Csongrád-Csanád                                                                           | Cisa            |
| 9.  | Zala               | 126                             | 126          | Vas, Zala, Somogy | jezioro Balaton |
| 10. | Sajó               | 125                             | 229          | Borsod-Abaúj-Zemplén                                                                                                   | Cisa            |

## Rzeki Węgier o największej powierzchnizlewni
Powierzchnia Węgier liczy około 90 030 km² i w całości znajduje się w dorzeczu Dunaju. W jego obrębie można wyróżnić wiele zlewni dopływów tej rzeki, wśród których mocno wyróżnia się zlewnia Cisy, zajmująca ponad połowę terytorium Węgier (powyżej 46 tys. km²). Ponadto niektóre węgierskie rzeki odprowadzające wodę z rozległych obszarów, jak np. Drawa czy Marusza, nie mają rozbudowanej sieci dopływów na terenie Węgier, a większa część ich zlewni znajduje się często poza granicami tego kraju.
| Lp. | Rzeka              | Powierzchnia zlewni (km²) | Powierzchnia zlewni (km²) | Udział węgierskiej powierzchni zlewni (%) |
| Lp. | Rzeka              | Na Węgrzech               | Całkowita                 | Udział węgierskiej powierzchni zlewni (%) |
| --- | ------------------ | ------------------------- | ------------------------- | ----------------------------------------- |
| 1.  | Dunaj              | 90 030                    | 801 463                   | 11,6                                      |
| 2.  | Cisa               | 46 213                    | 157 186                   | 29,4                                      |
| 3.  | Sió                | 14 728                    | 14 728                    | 100                                       |
| 4.  | Keresz             | 12 942                    | 27 537                    | 47,0                                      |
| 5.  | Raba               | 6847                      | 11 327                    | 60,4                                      |
| 6.  | Drawa              | 6154                      | 40 154                    | 15,3                                      |
| 7.  | Hortobágy-Berettyó | 5771                      | 5771                      | 100                                       |
| 8.  | Zagyva             | 5578                      | 5578                      | 100                                       |
| 9.  | Sajó               | 5545                      | 12 708                    | 43,6                                      |
| 10. | Szybki Keresz      | 3248                      | 9211                      | 35,3                                      |

## Rzeki Węgier o największym przepływie
Wiele rzek o dużych wielkościach przepływu na terenie Węgier, przez znaczną część swojego biegu płynie poza granicami tego kraju . Dobrym tego przykładem jest m.in. Marusza, która, choć zajmuje 4. miejsce wśród węgierskich rzek o największym przepływie, liczy na terenie Węgier niecałe 50 km, a wielokrotnie dłuższy jej odcinek znajduje się na obszarze Rumunii.
| Lp. | Rzeka           | Średnia wielkość przepływu (m³/s) | Miejsce pomiaru     |
| --- | --------------- | --------------------------------- | ------------------- |
| 1.  | Dunaj           | 2350                              | Budapeszt           |
| 2.  | Cisa            | 820                               | Segedyn             |
| 3.  | Drawa           | 653                               | Aljmaš              |
| 4.  | Marusza (Maros) | 155                               | Makó                |
| 5.  | Mura            | 154,8                             | Gornja Radgona      |
| 6.  | Bodrog          | 115                               | Streda nad Bodrogom |
| 7.  | Samosz (Szamos) | 114                               | Satu Mare           |
| 8.  | Keresz          | 100                               | Gyomaendrőd         |
| 9.  | Sajó            | 65,6                              | Ónod                |
| 10. | Sió             | 39                                | Siófok              |

## Charakterystyka
Wiele węgierskich rzek meandruje zarówno w środkowym, jak i dolnym biegu, jednak część z nich została uregulowana działalnością człowieka. Po regulacji długość rzek takich jak Cisa została skrócona nawet o kilkaset kilometrów, czego skutkiem jest duża liczba starorzeczy w dolinach Dunaju, Cisy i Drawy. Ponadto pomiędzy największymi rzekami i wzdłuż niektórych płynących przez tereny bagienne, utworzono kanały żeglugowe (węg. csatorna), takie jak Keleti-főcsatorna, łączący Cisę z Berettyó, czy Dunavölgyi-főcsatorna, prowadzący wody wzdłuż Dunaju w regionie Międzyrzecza Dunaju i Cisy. Największe zagęszczenie sieci rzecznej występuje na terenach nizinnych Kotliny Panońskiej (Mała i Wielka Nizina Węgierska). W obrębie Karpat i Kraju Zadunajskiego sieć rzeczna jest bardziej skąpa, a ponadto przez obszary te nie płynie wiele rzek o znaczących wielkościach przepływu.

### Geneza
W neogenie niemal na całym obszarze dzisiejszych Węgier rozciągało się zamknięte Morze Panońskie. Największą rzeką uchodzącą do niego był Dunaj, którego ujście znajdowało się wówczas na południu obecnego Kraju Zadunajskiego, a w dolnym biegu jego wody płynęły wzdłuż obecnej doliny Drawy. W późnym pliocenie, w wyniku fałdowań orogenezy alpejskiej Morze Panońskie zaczęło stopniowo zanikać, formując dzisiejszy teren Kotliny Panońskiej, a Dunaj zmienił bieg w północno-zachodnich Węgrzech na zbliżony do obecnego . Powstał wówczas m.in. przełom Dunaju w okolicy Wyszehradu, poza tym na terenie Wielkiej i Małej Niziny Węgierskiej ukształtowały się doliny dużych rzek odprowadzających wodę z Alpidów, jak na przykład najobszerniejsza dolina Cisy czy doliny mniejszych rzek, takich jak Keresz lub Raba . Niektóre fragmenty rzek były modyfikowane tektonicznie jeszcze w czwartorzędzie, czego dobrym przykładem jest odcinek Dunaju przecinający Węgry południkowo, z północy na południe .

### Ochrona przeciwpowodziowa ienergia wodna

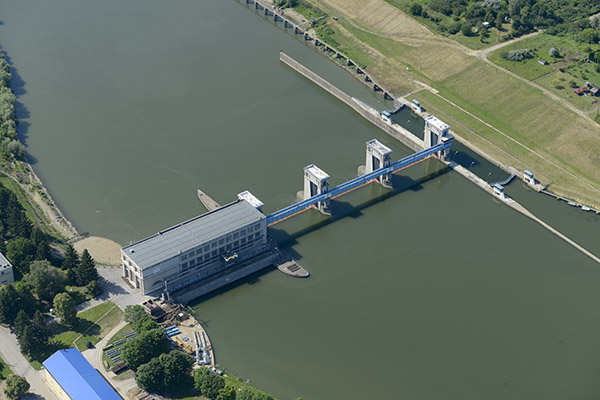
Elektrownia wodna w Tiszalök

W celu zapobiegania powodziom, które wielokrotnie w historii występowały na obszarze Kotliny Panońskiej (w przypadku Węgier głównie w dolinach Cisy i Dunaju) , w procesie regulacji koryt rzecznych utworzone zostały sztuczne zbiorniki wodne, jak na przykład Tisza-tó. Kolejnym ważnym elementem systemu ochrony powodziowej na Węgrzech są stworzone w wyniku działalności człowieka obszary zalewowe (szczególnie w środkowym biegu Cisy). Łączny obszar wszystkich teras zalewowych na terenie Węgier, powstałych zarówno naturalnie, jak i poprzez działalność ludzką, wynosi około 21 200 km² (niemal 23% powierzchni kraju). Zmiana podejścia do ochrony przeciwpowodziowej nastąpiła wskutek katastrofalnych wezbrań w latach 1997, 1999, 2000 i 2001, po których odstąpiono od hydrotechnicznej regulacji rzek na rzecz zwiększania pojemności retencyjnej dolin i ochrony ich walorów przyrodniczych.
Hydroelektrownie nie mają dużego udziału w produkcji energii na Węgrzech. W 2015 roku całkowita moc wytwarzana przez elektrownie wodne wynosiła około 57 MW, z czego prawie połowa (28 MW) została uzyskana przez elektrownię w Kisköre z zaporą na Cisie. Elektrownią wodną, która generowała wówczas drugą największą moc (12,9 MW) jest tama w Tiszalök, korzystająca z przepływu wód tej samej rzeki. Pozostałe elektrownie, umiejscowione m.in. na Kereszu, Rabie czy Hornadzie, nie przekroczyły 3 MW produkowanej mocy.

### Żegluga śródlądowa
Na obszarze Węgier spławnych jest 1864 km dróg wodnych. Najważniejsze z nich to Dunaj, Cisa, a także Drawa, spośród których największą rolę odgrywa Dunaj, będący częścią VII Paneuropejskiego Korytarza Transportowego. Mimo to, na węgierskich szlakach wodnych niewielki jest udział transportu ładunków (ok. 8–10% na Dunaju i niecałe 2% na Cisie). Najistotniejsze z punktu widzenia transportu towarowego są porty śródlądowe w Dunaújváros i Csepel, gdzie wymiana handlowa w 2019 roku przekroczyła 1 mln ton, a także porty w Baja, Mohaczu, Komárom i port Győr-Gönyű. Dużo większe znaczenie ma transport pasażerski, średnio w ciągu roku w komunikacji śródlądowej na Węgrzech uczestniczy około 7,5 mln pasażerów, spośród których większość korzysta z promów. 

### Jakość wód
Według danych z międzynarodowego planu gospodarowania wodami na obszarze dorzecza Dunaju z roku 2015 większość jednolitych części wód rzecznych była w umiarkowanym stanie ekologicznym .

## Obszary źródłowe
Większość rzek płynących przez teren Węgier ma swoje źródła w Alpach, Karpatach lub niewysokich wzniesieniach Kotliny Panońskiej . Jedynym wyjątkiem od tej reguły jest Dunaj, którego źródła znajdują się w niemieckim Schwarzwaldzie . Nie licząc tej rzeki oraz Drawy (ze źródłami we Włoszech), a także licznych cieków biorących swój początek na terenie Węgier, wszystkie rzeki przepływające przez ten kraj mają źródła na obszarze 5 państw: Słowacji, Ukrainy i Rumunii na północy i wschodzie, a także Słowenii oraz Austrii na zachodzie Węgier.

### Wschodnia część kraju
W północno-wschodnich Węgrzech dominują rzeki wypływające ze stoków Wewnętrznych i Centralnych Karpat Zachodnich, takie jak Ipola (źródła w Rudawach Weporskich)  czy Hornad (źródła w Niżnych Tatrach) . Ponadto wiele rzek w zlewni górnego i środkowego biegu Cisy, jak również sama Cisa, ma źródła w Karpatach Wschodnich, czego dobrym przykładem jest Bodrog, który powstaje z połączenia rzek Ondawy (ze źródłami w Beskidzie Niskim) i Latoricy (źródła w Beskidach Połonińskich) . W miejscu tym należy również wspomnieć o szczególnym przypadku Maruszy, której źródła zlokalizowane są w Wewnętrznych Karpatach Wschodnich, sama rzeka przepływa przez Siedmiogród, a także tworzy przełom między Górami Zachodniorumuńskimi i Karpatami Południowymi, następnie oddając wody Cisie w jej dolnym biegu, w południowo-wschodnich Węgrzech. Pozostałe rzeki płynące przez obszar Węgier na wschód od Cisy, mają swoje źródła w Górach Zachodniorumuńskich, jak na przykład Berettyó (źródła w górach Seș), lub, w przypadku wielu mniejszych rzek i strumieni, na terenie Wielkiej Niziny Węgierskiej.

### Środkowa część kraju
W przypadku środkowych Węgier, najdłuższe rzeki (skupione na północy regionu), jak przykładowo Zagyva, wypływają z węgierskich Karpat, w szczególności z Czerhatu, Mátry, a także Gór Bukowych. Przez środkową i południową część obszaru, położoną w stosunkowo wąskim Międzyrzeczu Dunaju i Cisy, płynie niewiele rzek, a większość z nich ma bardzo małe wartości przepływu. Jest to spowodowane znaczną płaskością terenu między Cisą i Dunajem oraz niedużą powierzchnią zlewisk cieków, które przepływają przez tamten region .

### Zachodnia część kraju
Najdłuższe rzeki w zachodnich Węgrzech mają źródła w Alpach Wschodnich. Przykładowo, Drawa wypływa z włoskich Dolomitów, a źródła jej najdłuższego dopływu, Mury, znajdują się w masywie Wysokich Taurów . Mimo to, większość rzek w regionie zachodnich Węgier (głównie dopływy Dunaju, Drawy oraz Raby) ma swoje źródła na terenie Średniogórza Zadunajskiego, Wysoczyzn Zadunajskich i Kotliny Zadunajskiej. Rzeki takie jak Marcal (źródła w Lesie Bakońskim) czy Kapos (źródła w Kotlinie Zadunajskiej) cechują się zdecydowanie większą długością i przepływem w porównaniu do cieków wodnych wypływających z obszaru Wielkiej Niziny Węgierskiej.

## Lista większych węgierskich rzek

### Dorzecze Dunaju

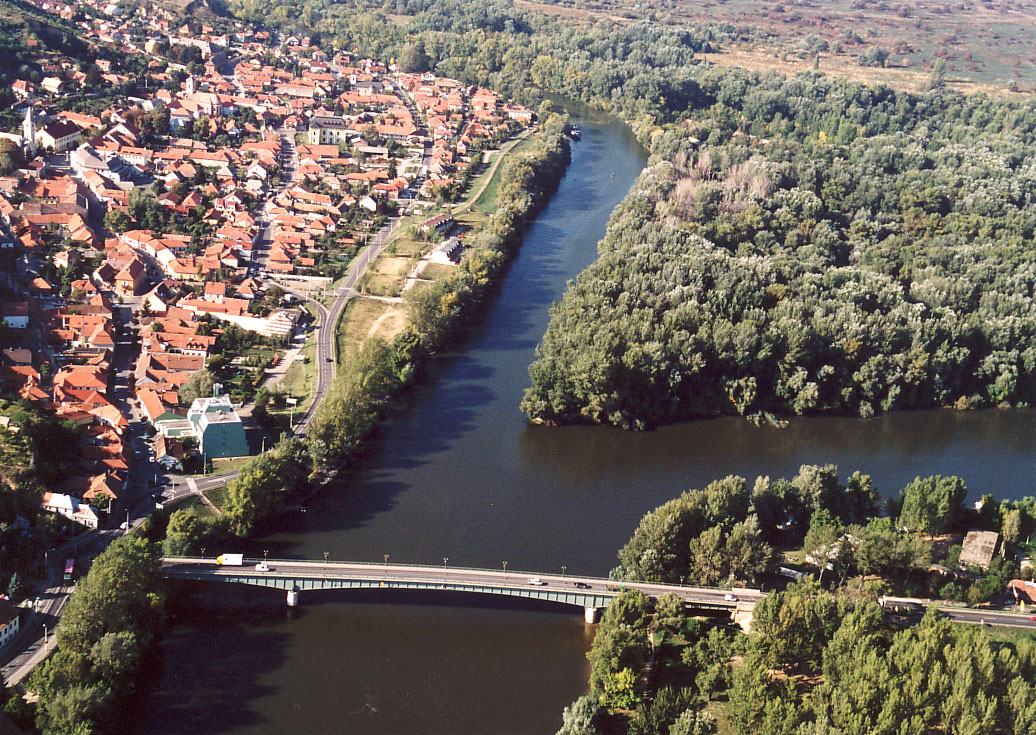
Ujście Bodrogu do Cisy w mieście Tokaj

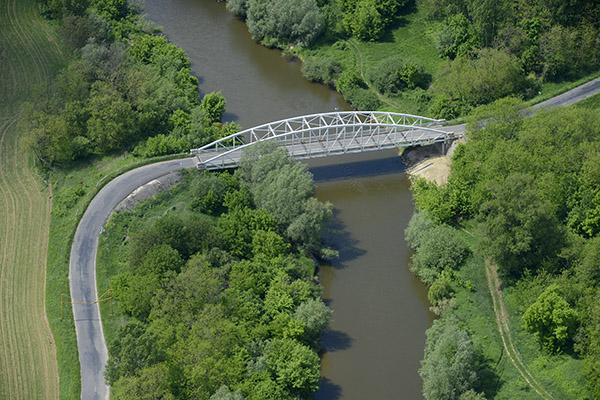
Most na Rabie w miejscowości Vág

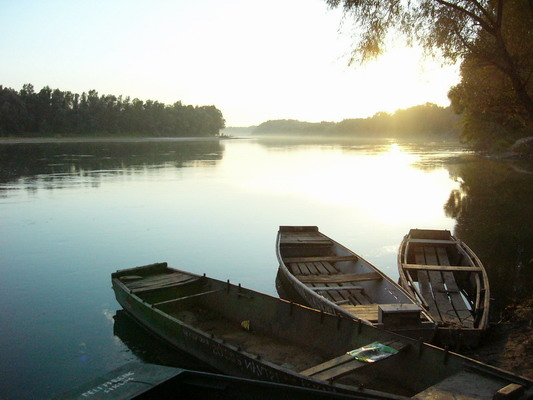
Drawa niedaleko Drávaszabolcs

- Dunaj
  - Dunaj Moszoński
    - Litawa
    - (Rábca(inne języki))
      - Répce(inne języki)

    - Raba
      - Lafnitz
      - Pinka
      - Gyöngyös(inne języki)
      - Marcal

  - (Concó(inne języki)
  - Által-ér(inne języki)
  - Ipola
  - Szentendrei-Duna(inne języki)
  - Ráckevei-Duna(inne języki)
  - Sió
    - Sárvíz (dopływ Cisy)(inne języki)
      - Séd(inne języki)

    - Kapos
      - Koppány(inne języki)

  - Drawa
    - Mura
      - Kerka(inne języki)
        - Cserta(inne języki)
        - Lendva

    - Rinya(inne języki)
    - Fekete-víz(inne języki)

  - Cisa
    - Túr
    - Samosz
    - Kraszna
    - Bodrog
      - Roňava

    - Sajó
      - Szinva(inne języki)
      - Bodva
      - Hornad

    - Hejő(inne języki)
    - Eger (dopływ Cisy)(inne języki)
    - Zagyva
      - Tarna(inne języki)
      - Galga

    - Keresz
      - Biały Keresz
      - Czarny Keresz
      - Szybki Keresz
        - Berettyó

      - Hortobágy-Berettyó

    - Marusza

### Zlewisko jeziora Balaton
- Zala
  - Górna Válicka(inne języki)
  - Sárvíz (dopływ Zali)(inne języki)
  - Nádas(inne języki)
- Eger (Veszprém)(inne języki)